# 水沢東バイパス
水沢東バイパス（みずさわひがしバイパス）は、国道4号(旧道および現道)のバイパス道路として建設中(部分供用中)の道路である。

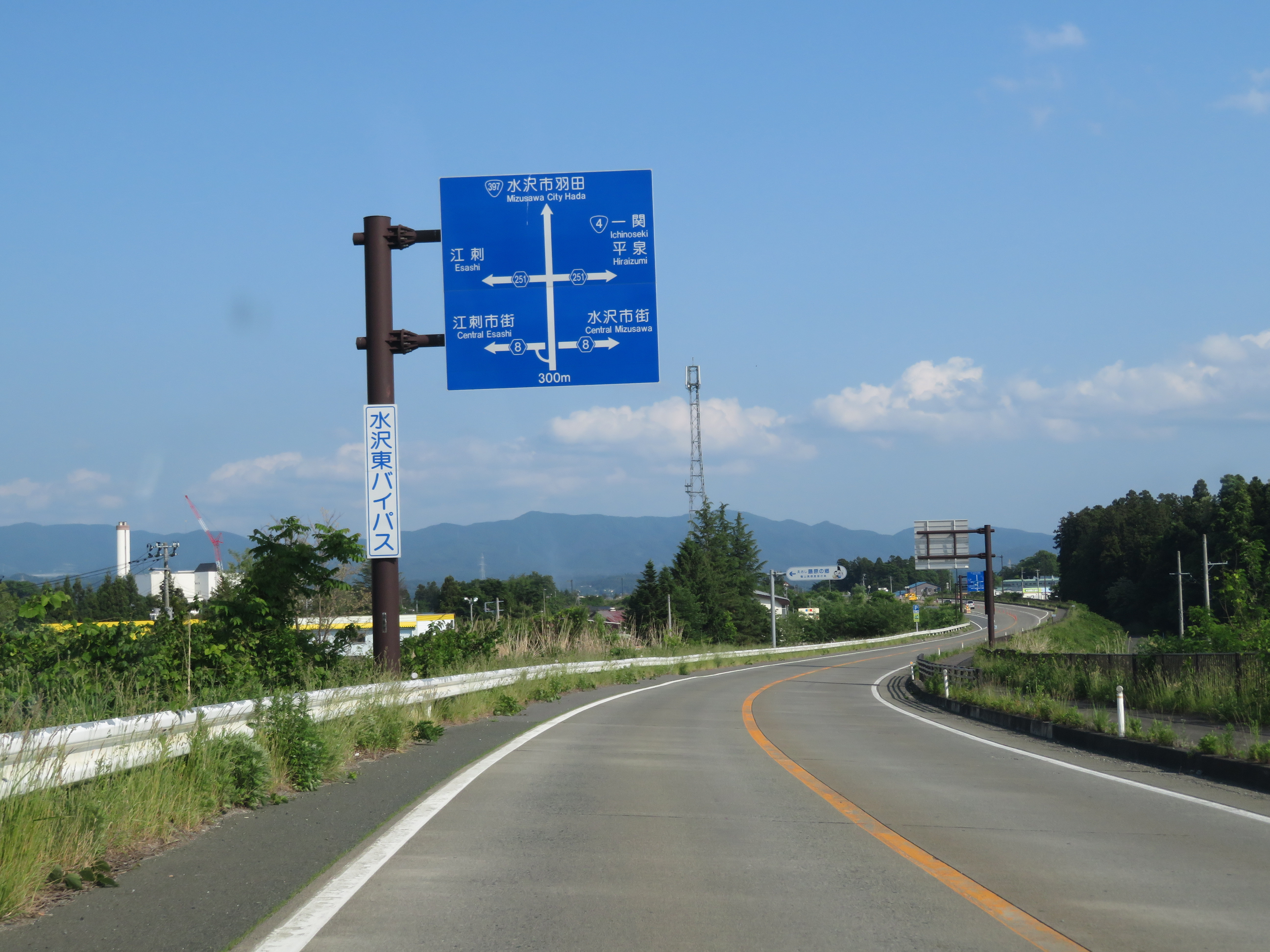
岩手県奥州市水沢
佐倉河白井坂付近

## 概要

### 道路諸元
- 起点：岩手県奥州市水沢真城字東大深沢
- 終点：岩手県奥州市水沢佐倉河字十文字（金ケ崎バイパス南口、県道270号西根佐倉河線と交わる立体交差点）
- 延長：9.6 km
- 道路規格：第3種第1級
- 道路幅員：暫定13.0 m（完成25.0 m）
- 車線数：暫定2車線（完成4車線）
- 車線幅員：3.5 m
- 設計速度：80 km/h

### 概説
奥州市(旧水沢市)内を通る国道4号は、市街地の中心部を通過していた旧道の交通混雑緩和のため1970年までに水沢バイパスが整備されたが、この道路は片側1車線で規格が古く、増大する交通量や大型化する車両に対応しきれなくなっていた。加えて近年は付近に郊外型大型店が進出し沿道も都市化が進んだため、特に鐙田交差点や国道397号と交わる太日交差点を筆頭に渋滞が慢性化し、交通容量オーバーが顕著になっていた。そこで、これらの問題の解決を図りつつ、同時に当時構想段階にあった東北新幹線水沢江刺駅へのアクセス向上を目的として現道の東側に新たに計画されたのが、水沢東バイパスである。
当該バイパスは1982年度に都市計画が決定され、3年後の1985年度より事業化。2005年までに終点側となる北半分の約4.6キロメートル (km) が暫定2車線で開通し国道397号と接続された。県道玉里水沢線及び国道397号との交点以外は立体交差が基本であり、盛岡方に隣接する金ケ崎バイパスと一体化する形で建設されている。
奥州市水沢姉体町 - 東中通り2丁目間の延長2.3 kmが2020年3月21日に開通。残りの2.7 kmは開通時期未定である。
国道事務所によれば全体事業費は371億円で2030年度時点の計画交通量は21,500台/日、費用便益分析の結果はB/C=1.2。なお当該区間の実績交通量は、国土交通省道路局の2005年度道路交通センサスによれば平日24時間交通量で16,108台（奥州市水沢佐倉河字三反町）となっている。

## 歴史
- 1985年度：事業着手
- 1988年度：用地着手
- 1992年度：工事着手
- 1996年11月12日：終点部約1.2 km暫定2車線で開通
- 1998年11月9日：県道玉里水沢線 - 県道水沢米里線間（1.3 km）開通
- 2001年12月21日：1.1 km暫定2車線で開通
- 2005年12月12日：水沢市東中通り二丁目 - 同市佐倉河字前田中（1.0 km）暫定2車線で開通
- 2020年3月21日：奥州市水沢姉体町 - 同市東中通り2丁目間（2.3 km）開通[2]
- 未定：奥州市水沢真城字東大深沢 - 同市水沢姉体町間（2.7 km）開通予定[3][4]

## 交差する道路など
| 交差点名                         | 交差方式     | 接続路線など                                                                | 車線数 （供用/計画） | 最高速度 (km/h) |
| -------------------------------- | ------------ | --------------------------------------------------------------------------- | -------------------- | --------------- |
| （国道4号 栗原・一関方面へ直通） |              |                                                                             |                      |                 |
|                                  |              | （国道4号）                                                                 | 0/4                  | -               |
| （東北本線）                     |              |                                                                             | 0/4                  | -               |
|                                  |              | （国道343号｛陸前高田・大東方面｝）                                         | 0/4                  | -               |
|                                  |              | 国道397号｛東方向（大船渡・住田・千厩方面）｝、｛西方向（横手・湯沢方面）｝ | 0/4                  | -               |
| 2/4                              |              |                                                                             |                      |                 |
|                                  |              | 岩手県道251号玉里水沢線（大船渡・住田・遠野方面）                           |                      |                 |
|                                  | 仙人跨道橋   | 岩手県道8号水沢米里線（大船渡・遠野・江刺方面）                             |                      |                 |
|                                  | 十文字跨道橋 | 国道4号（栗原・一関方面） 岩手県道270号西根佐倉河線                         |                      |                 |
| 国道4号 花巻・北上方面へ直通     |              |                                                                             |                      |                 |